# Equazione binomia
Le equazioni binomie sono equazioni algebriche riconducibili alla forma:
{\displaystyle ax^{n}+b=0}
dove {\displaystyle n} è un intero positivo, {\displaystyle a} e {\displaystyle b} sono numeri reali o complessi e {\displaystyle a\neq 0}. Portando {\displaystyle \,b} al secondo membro e dividendo per {\displaystyle \,a} si ottiene l'equazione equivalente:
{\displaystyle x^{n}=-{\frac {b}{a}}}

## Metodi risolutivi
Nel caso di numeri reali, l'equazione può avere nessuna, una o due soluzioni reali. 
- Se {\displaystyle n} è dispari l'equazione ammette l'unica soluzione {\displaystyle x={\sqrt[{n}]{-{\frac {b}{a}}}}}.

- Se {\displaystyle n} è pari  e {\displaystyle -{\frac {b}{a}}<0} non ci sono soluzioni reali.

- Se {\displaystyle n} è pari  e {\displaystyle -{\frac {b}{a}}\geq 0} ammette le soluzioni opposte {\displaystyle x=+{\sqrt[{n}]{-{\frac {b}{a}}}}} e {\displaystyle x=-{\sqrt[{n}]{-{\frac {b}{a}}}}}. In particolare, se {\displaystyle -{\frac {b}{a}}=0}, l'unica soluzione è {\displaystyle x=0}.

Nel caso dei numeri complessi, per il teorema fondamentale dell'algebra, l'equazione ha sempre {\displaystyle n} soluzioni uguali alle radici {\displaystyle n}-esime di {\displaystyle -{\frac {b}{a}}}.

## Esempi
- {\displaystyle x^{3}+27=0\;\;\;\to \,\;\;x^{3}=-27\;\;\;\to \;\;\;x={\sqrt[{3}]{-27}}\;\;\;\to \;\;\;x=-3\;\;\;} (una soluzione reale).
- {\displaystyle x^{4}-16=0\;\;\;\to \;\;\;x^{4}=16\,\;\,\to \;\,\,x={\sqrt[{4}]{16}}\;\;\;\to \;\;\,x=\pm 2\;\,\,} (due soluzioni reali).
- {\displaystyle 2x^{2}+50=0\;\;\;\to \;\;\;2x^{2}=-50\;\;\;\to \;\;\;x^{2}=-25}.

A questo punto si hanno due possibilità:
- se si desidera cercare le soluzioni nel campo dei numeri reali, allora l'equazione è impossibile perché una potenza pari non dà mai come risultato un numero negativo.
- se si cercano le soluzioni nel numero complesso si ha:

{\displaystyle x={\sqrt {-25}}\;\;\,\to \;\;\;x={\sqrt {25i^{2}}}\;\;\;\to \;\;\;x=\pm 5i}
dove è stata utilizzata l'unità immaginaria ({\displaystyle i^{2}=-1}).

## Tabella Riassuntiva
|                     | {\displaystyle n} pari                         | {\displaystyle n} dispari                       |
| ------------------- | ---------------------------------------------- | ----------------------------------------------- |
| {\displaystyle q>0} | {\displaystyle \pm {\sqrt[{n}]{q}}}            | {\displaystyle +{\sqrt[{n}]{q}}}                |
| {\displaystyle q<0} | {\displaystyle \not \exists x\in \mathbb {R} } | {\displaystyle -{\sqrt[{n}]{\left\|q\right\|}}} |